# Jack Ralite
Jack Ralite (ur. 14 maja 1928 w Châlons-en-Champagne, zm. 12 listopada 2017 w Aubervilliers) – francuski polityk i samorządowiec, działacz Francuskiej Partii Komunistycznej (PCF), deputowany, senator oraz minister.

## Życiorys
Uzyskał baccalauréat, po czym przez pewien czas kontynuował naukę. W 1948 wstąpił do Francuskiej Partii Komunistycznej, a w 1950 do komunistycznej młodzieżówki UJRF. Został też działaczem związku zawodowego CGT. W 1951 objął funkcję sekretarza mera w Stains. W pierwszej połowie lat 50. kształcił się w organizowanych przez komunistów szkołach szkolących dziennikarzy i redaktorów. Podjął pracę w związanej z PCF agencji prasowej Union française de l’information oraz w partyjnym dzienniku „L’Humanité”. W strukturze partyjnej w połowie lat 60. zajmował się propagandą.
W latach 1959–1984 pełnił funkcję zastępcy mera Aubervilliers, następnie do 2003 sprawował urząd mera. W 1973, 1978 i 1981 wybierany na deputowanego do Zgromadzenia Narodowego V, VI, VII kadencji. W latach 1979–1984 wchodził w skład komitetu centralnego Francuskiej Partii Komunistycznej. Od czerwca 1981 do marca 1983 był ministrem zdrowia w drugim rządzie Pierre’a Mauroy, następnie do lipca 1984 pełnił funkcję ministra delegowanego do spraw zatrudnienia w trzecim gabinecie tego premiera. Od 1986 do 1992 zasiadał w radzie regionu Île-de-France. W latach 1995–2011 wchodził w skład Senatu, reprezentując departament Sekwana-Saint-Denis.